# Journal of Natural History
Journal of Natural History — британський науковий журнал, присвячений проблемам ентомології і зоології, головним чином, публікуються статті по таксономії тварин. Заснований в 1841 році.

## Історія
Журнал має давню історію і мав різні назви. Виник в 1841 році на основі злиття двох журналів : Magazine of Natural History (1828—1840) і Annals of Natural History (1838—1840), раніше відомим як Magazine of Zoology and Botany (1836—1838). Довгий час (1841—1967) виходив під назвою Annals and Magazine of Natural History (Ann. Mag. Nat. Hist.).
У вересні 1855 року в 16-му томі (2nd Series) журналу Annals and Magazine of Natural History була опублікована історична стаття «On the Law Which has Regulated the Introduction of Species», автором якої був Альфред Рассел Уоллес.
В 2009 році журнал було включено у Список 100 найвпливовіших журналів з біології і медицини за останні 100 років за даними Special Libraries Association.
Тематика журналу: ентомологія, зоологія, кладистика, експериментальна таксономія, екологія, етологія, систематика і її застосування у прикладній біології (аквакультура, ветеринарія, паразитологія, сільське господарство і методи боротьби з шкідниками).

## Редактори
- Polaszek A. The Natural History Museum, Cromwell Road, London, SW7 5BD, UK, Велика Британія
- Allcock L. Martin Ryan Marine Science Institute, National University of Ireland, Galway, University Road, Galway, Ірландія

### Ресурси Інтернету
- Офіційний сайт
- Сайт журналу [Архівовано 5 лютого 2012 у Wayback Machine.]
- Вікісховище має мультимедійні дані за темою: Journal of Natural History — ілюстрації до окремих випусків журналу
- Some parts of Annals and Magazine of Natural History [Архівовано 2 травня 2009 у Wayback Machine.] at the Biodiversity Heritage Library